# Taille en cordon

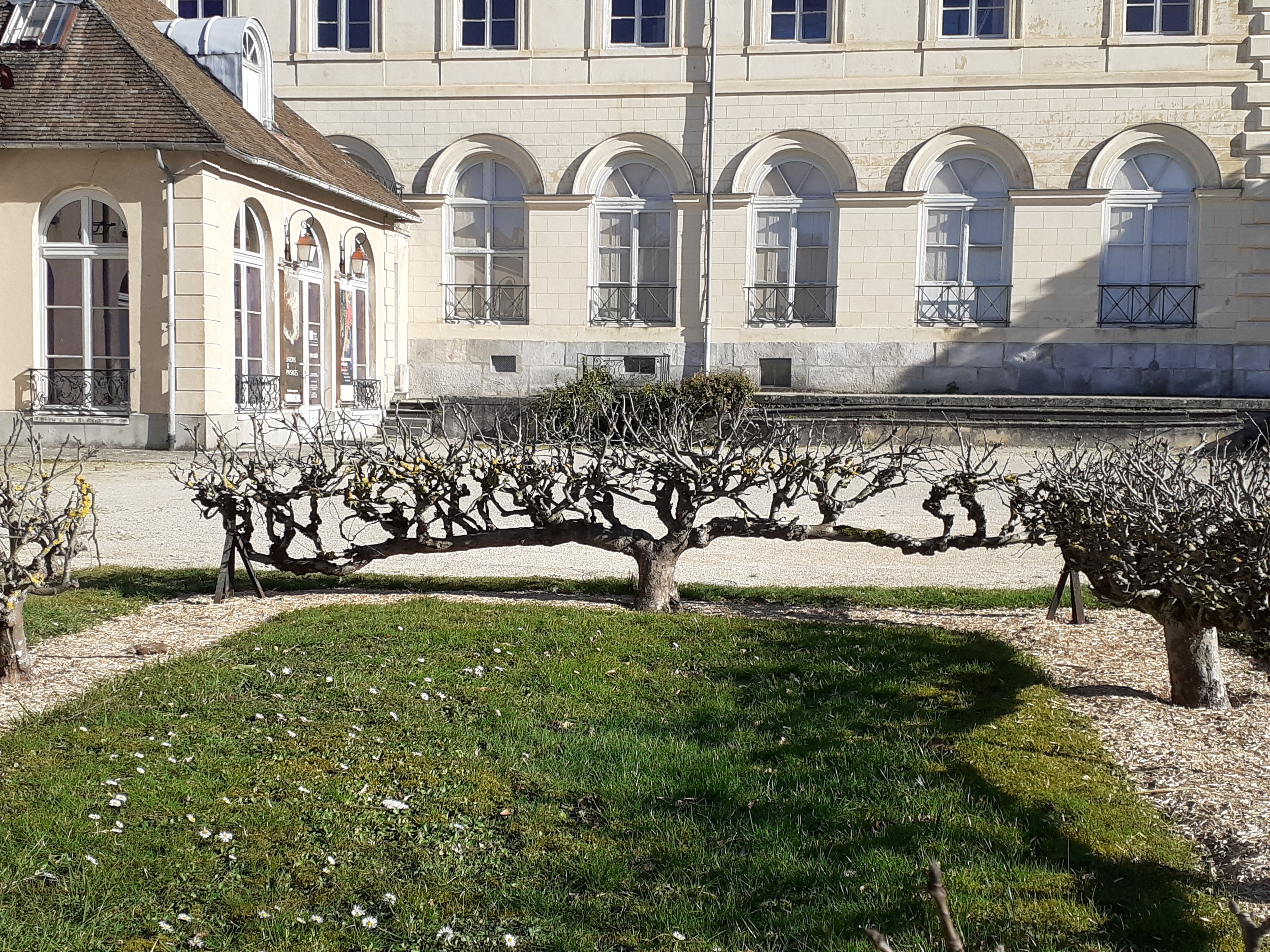
Pommier taillé en double cordon.

La taille en cordon est une des formes de taille en espalier des arbres fruitiers, surtout utilisée pour les pommiers.
C'est une forme ancienne qui réclame de l'entretien.

## Modalité
Les arbres fruitiers à pépins portent leurs fruits sur le bois ancien.
La taille en cordon va aboutir à la formation de deux branches charpentières horizontales à environ 80 cm de haut  en forme de « T » ou d'une seule partant d'un côté. Le pommier en cordon se forme à partir d'un scion ou s'achète déjà formé.
La taille va consister ensuite à couper en hiver (hors gelées) tous les rameaux qui poussent à la verticale car ces « rameaux à bois » ne produisent pas de fruits. On les taille donc pour ne laisser que les rameaux poussant à l'horizontale.
L'arbre dispose alors d'une ramification plus aérée qui limite la vulnérabilité aux maladies cryptogamiques (moniliose, fumagine) et facilite la photosynthèse ce qui améliore la fructification et aboutit à de beaux et gros fruits car optimise leur exposition à la lumière et donne des fruits aux excellentes qualités gustatives.
La taille en cordon est très utilisée en bordure de carrés du potager.

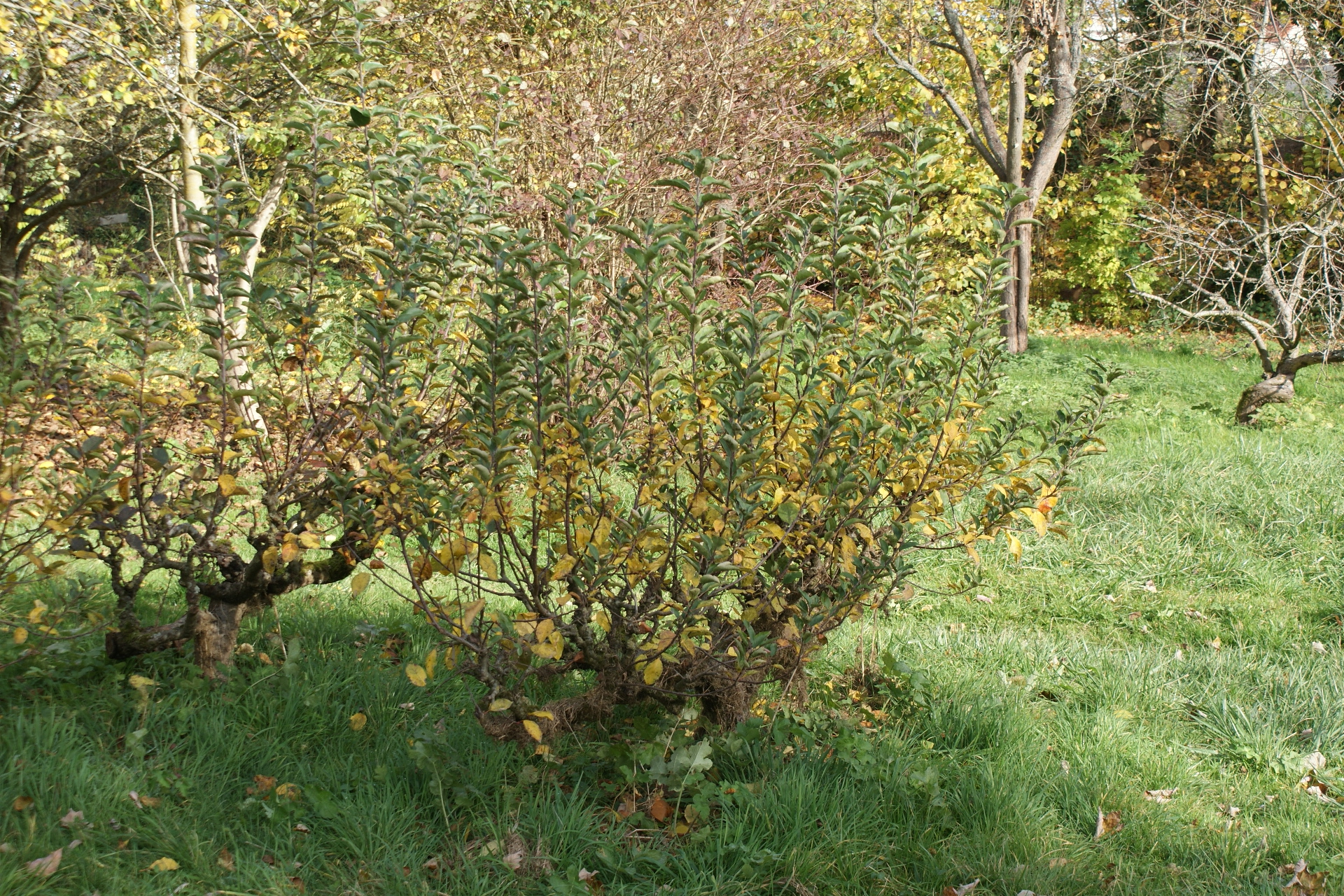
Pommier en cordon
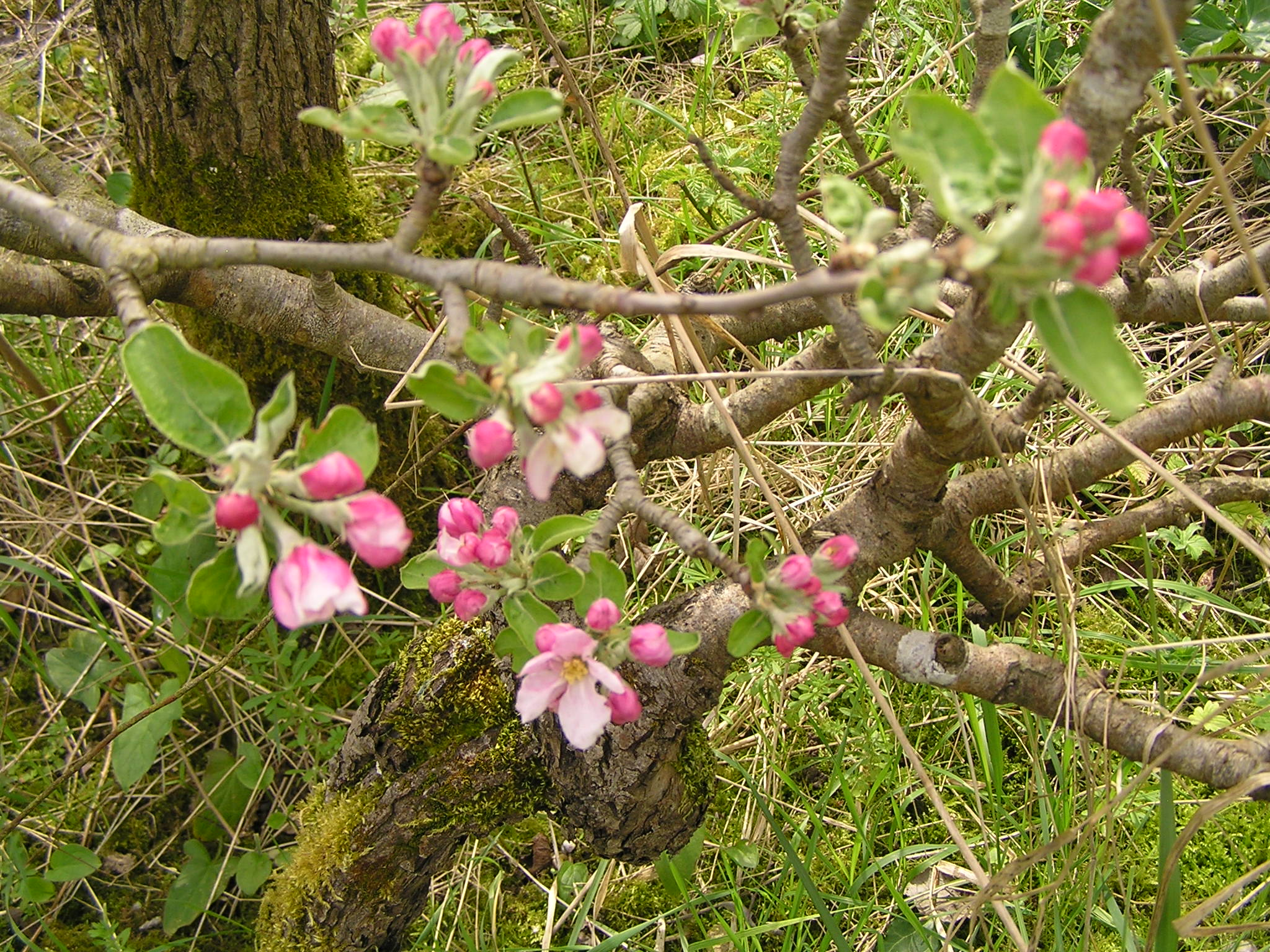
en fleurs
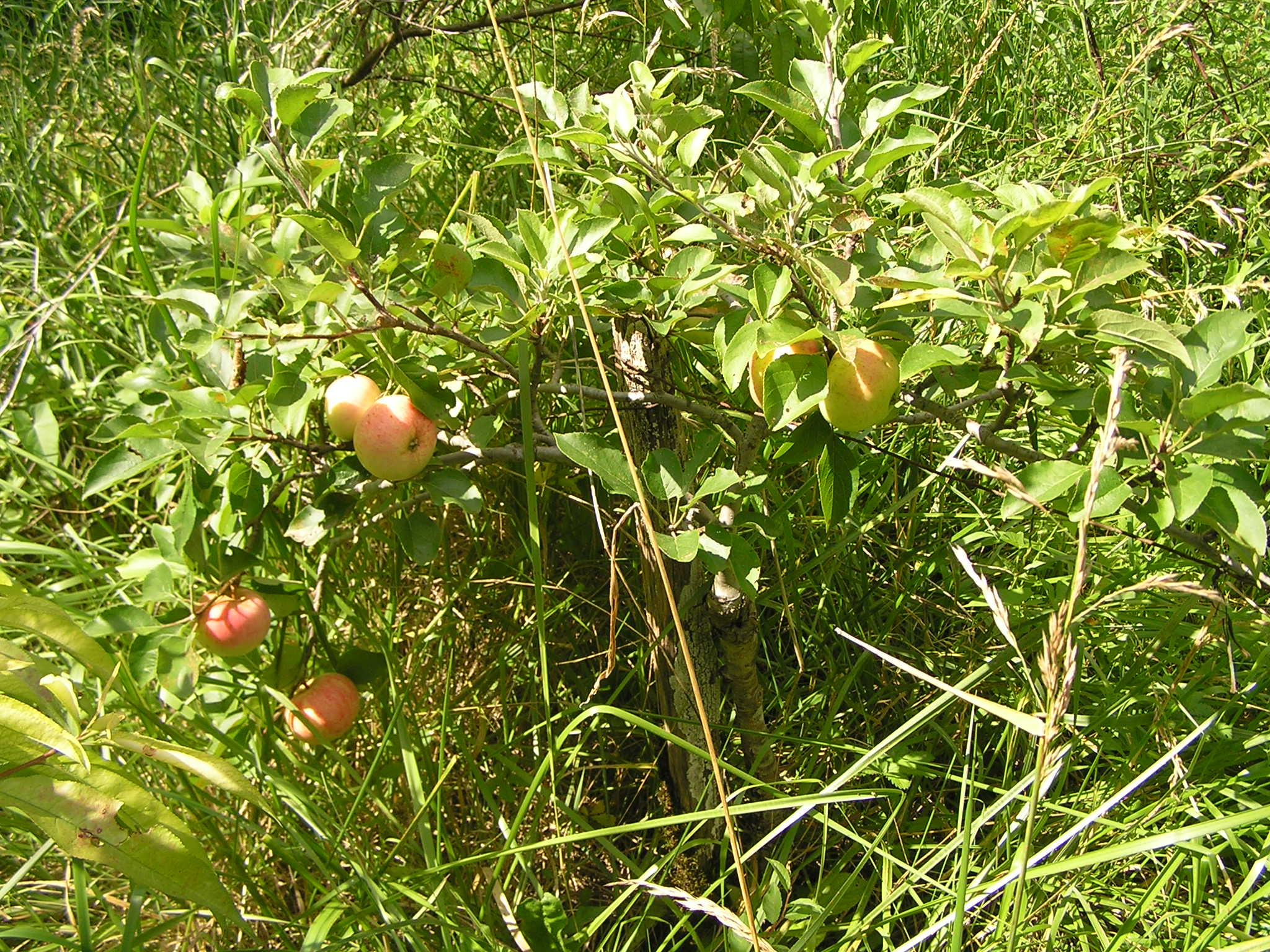
avec fruits